# Daitō (Osaka)
Daitō (japanisch 大東市, -shi) ist eine Stadt in der Präfektur Osaka in Japan.
Die Stadt Daitō hat etwa 129.116 Einwohner. Sie bedeckt eine Fläche von 18,29 km² und die Einwohnerdichte beträgt etwa 7.059,38 Personen pro km²

## Geographie
Daitō liegt östlich von Osaka.

## Geschichte
Daitō ist ein Wohnvorort von Osaka. Eine Sehenswürdigkeit ist der Tempel Jigen-ji (慈眼寺), bekannt als „Nozaki Kannon“ (野崎観音).
Daitō entstand am 1. April 1956 als Stadt durch Zusammenlegung mehrerer Gemeinden.

## Verkehr
- Zug
  - JR Gakkentoshi-Linie

- Straße:
  - Kinki-Autobahn
  - Nationalstraße 170

## Söhne und Töchter der Stadt
- Sumiko Kitada (* 1962), Badmintonspielerin

## Angrenzende Städte und Gemeinden

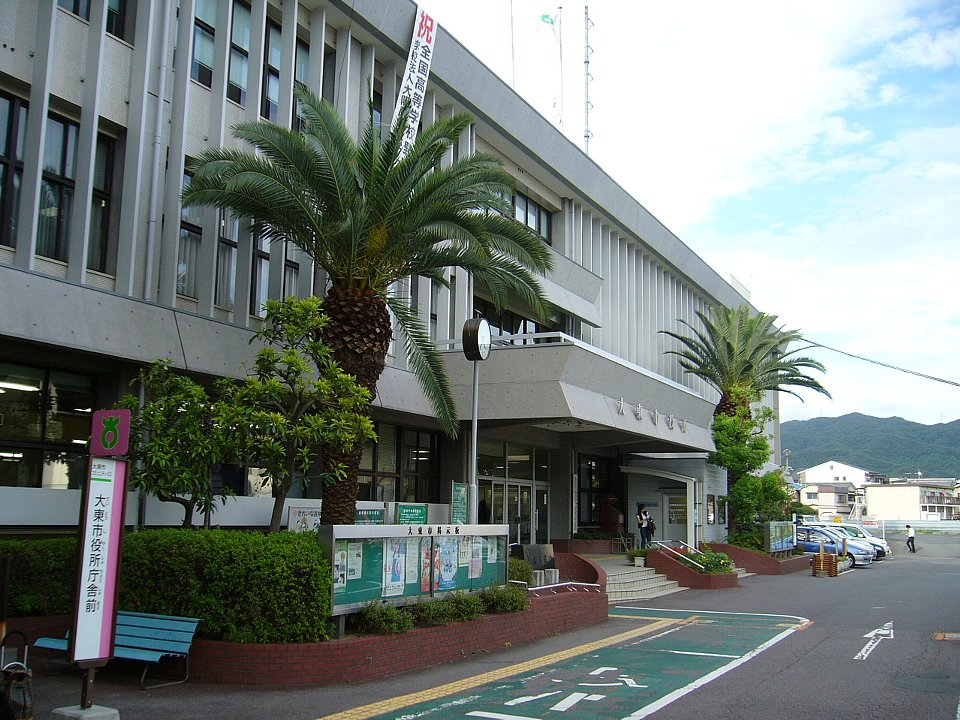
Daito Rathaus

- Präfektur Osaka
  - Osaka
  - Kadoma
  - Neyagawa
  - Higashiōsaka
  - Shijōnawate
- Präfektur Nara
  - Ikoma